# Carmen Sarmiento
Carmen Sarmiento (Madrid, 30 d'agost de 1944) és una periodista espanyola de televisió especialitzada en temes internacionals i socials, amb especial dedicació a la dona. Primera corresponsal de guerra de la televisió espanyola, ha obtingut nombrosos premis com a reconeixement de la seva labor professional. El 2017 va rebre el Premi Clara Campoamor i el Premi Especial Mans Unides i el 2025 ha sigut investida Doctora Honoris Causa per la Universitat de Valladolid.

## Biografia
Va començar a treballar a Televisió Espanyola el 1968, on va realitzar reportatges en l'àrea d'Internacional dels serveis informatius.
Va desenvolupar el seu treball en programes com Informe semanal; Primera página, entre 1979 i 1980, i Objetivo en 1981.
Entre els esdeveniments històrics del segle XX que va viure en primera persona i va traslladar als espectadors, s'inclouen els cops d'estat en Portugal, Argentina, Grenada i Ghana. Va ser, a més, corresponsal de guerra a El Salvador, Nicaragua i Líban.
Al llarg dels anys ha entrevistat personatges rellevants com Iàssir Arafat, Fidel Castro o Rigoberta Menchú.
En 1984 va estrenar a TVE la sèrie de reportatges Los marginados amb la qual va collir premis i va guanyar prestigi professional. Aquesta sèrie es va mantenir en pantalla fins a 1991. La sèrie mostrava les difícils condicions de vida dels més desfavorits del planeta. En 1994 va abordar la problemàtica femenina en el Tercer Món amb Mujeres de América Latina i en 2000 realitzà Los excluidos, en col·laboració amb Mans Unides i de similars característiques que l'anterior.
El 26 abril 2025 Carmen Sarmiento ha rebut el reconeixement de la Universitat de Valladolid amb un Doctorat Honoris Causa.

## Llibres editats
- La mujer, una revolución en marcha
- Sánchez Albornoz, cuarenta años después
- Los marginados
- Viajes a la marginación
- Cuaderno de viaje de Los Excluidos

## Premis i reconeixements
- Premi Nacional de Periodisme
- Premi Nacional de l'Institut de la Dona pel programa “La mujer y el Tercer Mundo” i pel tractament donat a la dona en els seus documentals de TVE.
- Premi Nacional de Drets Humans (1984)
- Premi de l'Associació d'Informadors Gràfics (1984)
- Premi Mans Unides (1988) per “Etiopía el hambre que no cesa”
- Premi Unicef (Madrid, 1988) per “Hijos de la pobreza”
- Premi al Millor Documental del VIII Festival de Cinema realitzat per Dones per “Perú, la cólera del hambre"
- TP d'Or 2001 per la seva trajectòria professional.
- Premi Agustín Merello de la Comunicació (2002)
- IV Premi Participant Creem Igualtat 2011 en la categoria de Comunicació, atorgat pel Consell de les Dones del municipi de Madrid.[6]
- Premi Clara Campoamor (2017)
- Premi special Manos Unidas (2017)
- Membre d'Honor SGE 2017. La Societat Geogràfica Espanyola li reconeix una trajectòria inspirant a generacions i despertant el gust per viatjar.[7]
- Premi Periodisme Basc 2018, atorgat per l'Associació i el Col·legi Basc de Periodistes, Carmen Sarmiento ha estat guardonada “pel seu treball especialitzat en temes internacionals i socials, i la seva especial dedicació a la dona”.[8]
- XV Premi Internacional de Periodisme Manuel Alcántara 2018.[9]
- XXV Premis de Comunicació no sexista 2018, atorgat per l'Associació de Dones Periodistes de Catalunya.[10]
- Doctora Honoris Causa per la Universitat de Valladolid.